# 나이아가라 (1953년 영화)

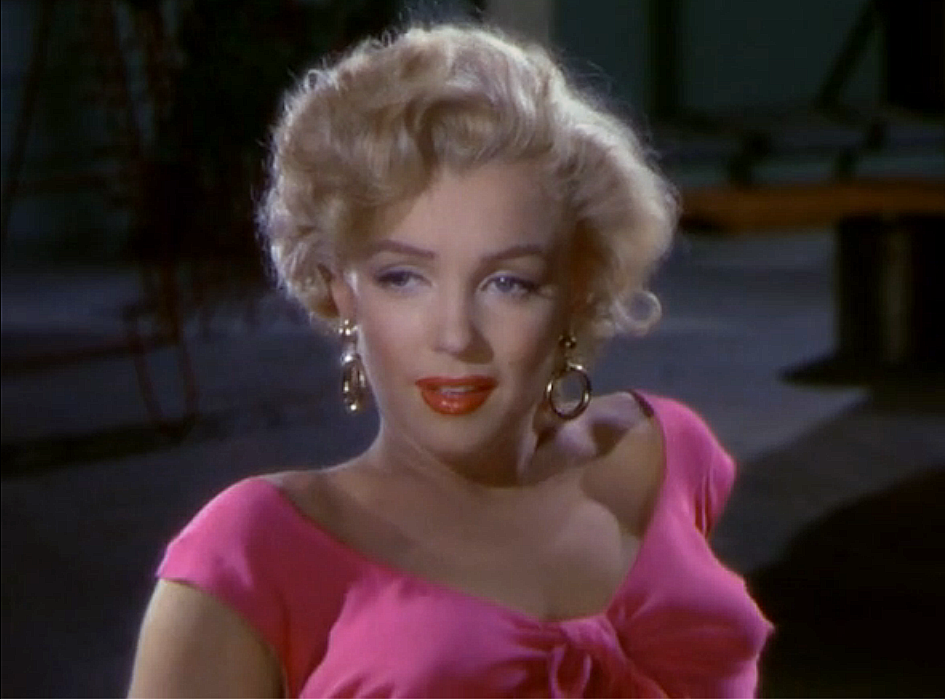
로즈 루미스(Rose Loomis) 역을 맡은 마릴린 먼로

《나이아가라》(영어: Niagara)는 1953년 개봉한 미국의 필름 느와르, 스릴러 영화이다. 헨리 해서웨이가 감독을, 찰스 브래킷이 각본을 맡았다.

## 출연

### 주연
- 마릴린 먼로
- 조셉 거튼
- 진 피터스

### 조연
- 막스 쇼워터
- 데니스 오데
- 리처드 알랜
- 돈 윌슨
- 러렌 터틀
- 러셀 콜린스
- 윌 라이트

## 기타
- 의상: 도로시 지킨스